# جماعت دعوت به قرآن و سنت
جماعت دعوت به قرآن و سنّت (عربی: جماعة الدعوة الی القرآن والسنة) یا گروه سلفی، یک سازمان اسلامگرای ستیزه‌جو بود که در شرق افغانستان فعالیت می‌کرد.

## تاریخچه
این گروه در دهه ۱۹۸۰ در جریان جنگ شوروی و افغانستان توسط جمیل الرحمن تأسیس شد. گروه سلفی، یک سازمان سلفی بود که میزبان بسیاری از داوطلبان عرب بود و از بازرگانان سعودی و کویتی و دولت سعودی کمک مالی دریافت می‌کرد. این گروه توانست درسال ۱۹۹۱ امارت اسلامی کنر را تأسیس کند که یک دولت کوچک سلفی در استان کنر بود، اما پس از حملات حزب اسلامی گلبدین و همچنین ترور جمیل الرحمن در سال ۱۹۹۱، به سرعت منحل شد.
در سال ۲۰۱۰، این گروه با ملا عمر، رهبر طالبان بیعت کرد. ذبیح‌الله مجاهد سخنگوی طالبان با انتشار بیانیه‌ای اعلام کرد که این گروه سلفی، اکنون بخشی از طالبان است.
این گروه در ربودن امدادگر بریتانیایی لیندا نورگرو، که به طور تصادفی توسط نیروهای آمریکایی در جریان تلاش برای نجات کشته شد، دست داشت.